# ماريوس أفرام
ماريوس أفرام (بالرومانية: Ionut Avram)‏ هو حكم كرة قدم ولاعب كرة قدم روماني، ولد في 9 أغسطس 1979 في بوخارست في رومانيا.